# Dominique Pitoiset
Dominique Pitoiset, né à Dijon en 1958, est un comédien, metteur en scène, scénographe et directeur de théâtre français.

## Biographie
Dominique Pitoiset se forme au Théâtre national de Strasbourg de 1978 à 1981, dans la section jeu.
En avril 1994, le ministère de la Culture annonce sa nomination à la tête du Théâtre Dijon-Bourgogne, nomination effective au 1er janvier 1996. Il dirige le centre dramatique national (CDN) jusqu'en 2000.
En 1997, il est invité par la Comédie-Française à mettre en scène du Tartuffe de Molière dans le cadre de la Collection Molière initiée par l'administrateur du français, Jean-Pierre Miquel. Il est contraint pour raison de santé, d'abandonner la mise en scène de la pièce, dix jours avant la première représentation. Les comédiens eux-mêmes achèvent la mise en scène de la production, sous le monitorat principal de Jean Dautremay.
En janvier 2000, il est désigné comme successeur de Jérôme Savary à la tête du Théâtre national de Chaillot, (en co-direction avec le chorégraphe José Montalvo) par la ministre de la Culture, Catherine Trautmann. Faisant figure d'outsider sur un tel poste, cette nomination est finalement invalidée en mai 2000 par la nouvelle ministre de la Culture, Catherine Tasca, lui préférant Ariel Goldenberg qui entre en fonction le 15 juin 2000.
En janvier 2004, il prend la direction du Théâtre national de Bordeaux en Aquitaine. En 2013, il ne souhaite pas se porter candidat à sa propre succession à la tête de l'établissement, indiquant dans la presse locale un « désaccord profond et récurrent » avec la direction générale des affaires culturelles de la ville de Bordeaux.
En 2014, il se porte candidat à la direction du Théâtre national de Strasbourg. Le metteur en scène Stanislas Nordey est finalement nommé à la tête de l'institution par la ministre de la Culture, Aurélie Filippetti.
Lors des élections municipales de 2014, il apporte publiquement son soutien au maire sortant de Dijon, François Rebsamen, qui est réélu pour un troisième mandat.
De 2014 à 2019, il est artiste associé de Bonlieu Scène nationale d'Annecy, et Compagnie de la Ville de Dijon.
En 2016, il postule à la direction de la nouvelle Comédie de Genève, mais est écarté de la sélection finale à l'issue du premier tour de concours pour le poste.
En 2017, il se porte candidat à la direction du Théâtre de la cité TNT à Toulouse, sans succès, les tutelles publiques lui préférant Galin Stoev. La même année, il réinstalle les bureaux de sa compagnie de théâtre à Dijon, et déclare : « Nous nous réimplantons et c’est un vrai travail de proximité et de présence, que de rentrer au pays. […] Il y avait une place pour compléter un dispositif et pour être force de proposition, et pas opérateur : je n’ai prétention à ne rien diriger d’autre que ma compagnie »
En mai 2020, il est nommé à la tête de l'Opéra de Dijon, lors d'un conseil municipal houleux. En effet, sa nomination par le maire François Rebsamen est entérinée sans prises de parole, et sans concours ni processus de recrutement, malgré un vent de fronde d'artistes. Il prend ses fonctions à la tête de la maison d'art lyrique le 1er janvier 2021, pour un mandat de 3 ans. Il démissionne de son poste le 31 janvier 2025.
Son frère Christophe Pitoiset conçoit généralement les lumières de ses spectacles.

## Comédien
- 1991 : Timon d'Athènes de William Shakespeare, mise en scène Dominique Pitoiset, Théâtre de l'Athénée Louis-Jouvet
- 2006 : La Tempête de William Shakespeare, mise en scène Dominique Pitoiset, Théâtre national de Bordeaux en Aquitaine, Théâtre national de Bretagne, Odéon-Théâtre de l'Europe
- 2009 : Qui a peur de Virginia Woolf ? d’Edward Albee, mise en scène Dominique Pitoiset, Théâtre national de Bordeaux en Aquitaine
- 2010 : Mort d'un commis voyageur d'Arthur Miller, mise en scène Dominique Pitoiset, Théâtre national de Bordeaux en Aquitaine
- 2010, 2011 : Qui a peur de Virginia Woolf ?, tournée, Les Gémeaux, Théâtre national de Nice, Théâtre des Célestins, Théâtre national de Bretagne
- 2012 : Mort d'un commis voyageur d'Arthur Miller, mise en scène Dominique Pitoiset, Théâtre national de Bordeaux en Aquitaine

## Metteur en scène
- 1983 : La Légende d'Agamemnon ou le Rêve et l'Ivresse d'après Eschyle, Théâtre Gérard-Philipe
- 1986 : Comédienne d'un certain âge pour jouer la femme de Dostoïevski d'Edvard Radzinsky, festival de Semur-en-Auxois, Nouveau Théâtre de Poche de Genève
- 1988 : Le Pélican d'August Strindberg, Nouveau Théâtre de Poche de Genève
- 1988 : Dernières Nouvelles de la peste de Bernard Chartreux
- 1990 : Le Misanthrope de Molière, Centre dramatique National de Bourgogne
- 1991 : Timon d'Athènes de William Shakespeare, Maison de la Culture de Chambéry, Théâtre de l'Athénée Louis-Jouvet
- 1993 : Faust de Goethe, Le Quartz, Théâtre de l'Athénée Louis-Jouvet, Nouveau théâtre d'Angers
- 1994 : Oblomov d'Ivan Gontcharov, Théâtre Vidy-Lausanne, MC93 Bobigny, Théâtre national de Nice
- 1995 : La Dispute de Marivaux, Théâtre national de Bretagne
- 1995 : Les Noces de Figaro de Mozart, Opéra de Lausanne
- 1996 : Le Procès d'après Franz Kafka, Festival d'Avignon, Théâtre de la Ville
- 1997 : La Nuit juste avant les forêts de Bernard-Marie Koltès, Théâtre Dijon-Bourgogne
- 1998 : Les Brigands de Friedrich von Schiller, Théâtre de la Ville
- 1998 : Le Réformateur de Thomas Bernhard, Théâtre Dijon-Bourgogne
- 1999 : Don Giovanni de Mozart, Opéra Bastille
- 2001 : La Tragédie d'Othello, le Maure de Venise de William Shakespeare, Théâtre national de Bretagne, Théâtre La Criée, Théâtre national de Chaillot
- 2001 : La Tempesta de William Shakespeare, Théâtre Farnèse
- 2001 : Macbeth de Giuseppe Verdi, Théâtre royal) de Parme, Festival Verdi
- 2003 : La Tempête de William Shakespeare, Maison de la Culture de Loire-Atlantique, Les Gémeaux, TNP Villeurbanne
- 2004 : Le Tartuffe ou l'Imposteur de Molière, Théâtre du Passage Neuchâtel
- 2005 : La Peau de chagrin d'Honoré de Balzac, Théâtre national de Bordeaux en Aquitaine
- 2005 : Albert et la bombe d'après Brigitte Labbé et Michel Puech (Albert Einstein et Les Goûters philo), Théâtre national de Bordeaux en Aquitaine
- 2006 : La Tempête de William Shakespeare, Théâtre national de Bordeaux en Aquitaine, Théâtre national de Bretagne, Odéon-Théâtre de l'Europe
- 2006 : Sauterelles de Biljana Srbljanović, Théâtre national de Bordeaux en Aquitaine, Théâtre des Abbesses, Théâtre Vidy-Lausanne, Théâtre national de Toulouse Midi-Pyrénées
- 2008 : Didon et Énée de Henry Purcell, Opéra de Paris
- 2008 : Le soleil ni la mort ne peuvent se regarder en face de Wajdi Mouawad, Théâtre national de Bordeaux en Aquitaine, Théâtre de la Ville, Schaubühne Berlin
- 2008 : Le Tour d’Écrou de Benjamin Britten, Opéra national de Bordeaux
- 2009 : Qui a peur de Virginia Woolf ? d’Edward Albee, Théâtre national de Bordeaux en Aquitaine
- 2010 : Mort d'un commis voyageur d'Arthur Miller, Théâtre national de Bordeaux en Aquitaine
- 2010 : Merlin ou La Terre dévastée de Tankred Dorst, Théâtre national de Bordeaux en Aquitaine
- 2011 : Orphée et Eurydice de Christoph Willibald Gluck, MC93 Bobigny
- 2011 : Le Maître des marionnettes, Théâtre National des Marionnettes sur l'Eau du Vietnam - Hanoï, Théâtre national de Bordeaux en Aquitaine
- 2013 : Cyrano de Bergerac d'Edmond Rostand, tournée
- 2014 : Un été à Osage County de Tracy Letts, tournée
- 2014 : The Turn of the Screw, livret de Myfanwy Piper d'après la nouvelle d'Henry James Le Tour d'écrou, Grand théâtre de Tours
- 2017 : Le Songe d'une nuit d'été de William Shakespeare, École nationale supérieure des arts et techniques du théâtre.
- 2017 : La Résistible Ascension d'Arturo Ui de Bertolt Brecht
- 2017 : Le Livre de ma mère d'après le roman autobiographique d'Albert Cohen[20]
- 2019 : Linda Vista de Tracy Letts